# Richard Glazar
Richard Glazar właśc. Richard Goldschmid (ur. 29 listopada 1920 w Pradze, zm. 20 grudnia 1997 tamże) – czeski Żyd, inżynier, więzień obozu zagłady w Treblince, autor wspomnień obozowych, świadek na procesach zbrodniarzy nazistowskich.

## Życiorys
Urodził się w zasymilowanej rodzinie żydowskiej, na co dzień posługującej się językiem czeskim. Jego ojciec był doradcą finansowym; w czasie I wojny światowej walczył w szeregach armii austro-węgierskiej. Dzięki dziadkom młody Richard poznał niektóre elementy religii i tradycji żydowskiej. W 1932 roku rozpadło się małżeństwo jego rodziców. Cztery lata później matka poślubiła Adolfa Bergmanna, bogatego żydowskiego kupca branży skórzanej.
W marcu 1939 roku zdał egzamin maturalny. Zamierzał studiować filozofię, co okazało się jednak niemożliwe, gdyż po rozpoczęciu niemieckiej okupacji na czeskich uniwersytetach nieoficjalnie wprowadzono zasadę numerus clausus. Ostatecznie w czerwcu 1939 roku został przyjęty na Wydział Ekonomii Uniwersytetu Karola w Pradze. 28 października 1939 roku wziął udział w patriotycznej demonstracji zorganizowanej z okazji Święta Republiki Czechosłowackiej, a kilka dni później uczestniczył w manifestacyjnym pogrzebie Jana Opletala, którego śmiertelnie postrzelono w czasie tłumienia studenckich protestów. Po tym, jak w ramach represji Niemcy zamknęli czeskie uniwersytety, pracował przez pewien czas w przedsiębiorstwie ojczyma. W 1940 roku rodzina, obawiając się o jego bezpieczeństwo, wysłała go na wieś w okolicach Pragi. Przez kolejne dwa lata pracował na gospodarstwie rolnym.
2 września 1942 roku otrzymał urzędowe wezwanie do stawienia się w Mustermesse – hali wystawowej w Pradze. Był tam przetrzymywany przez około 2–3 dni, po czym wysłano go do Getta Theresienstadt – „wzorcowego” obozu koncentracyjnego, w którym gromadzono czeskich, austriackich i niemieckich Żydów przed deportacją do obozów zagłady w okupowanej Polsce. 8 października 1942 roku opuścił Theresienstadt w transporcie „do obozu na Wschodzie” oznaczonym numerem „BG-417”. Po dwudniowej podróży pociągiem dotarł do ośrodka zagłady w Treblince.
Uniknął natychmiastowej śmierci w komorze gazowej, gdyż w trakcie „selekcji” został wybrany do pracy w obozowych komandach roboczych. Przez cały okres pobytu w Treblince był więziony na terenie tzw. dolnego obozu, obejmującego strefę przyjęć oraz strefę administracyjno-mieszkalną. Pracował w komandzie zajmującym się sortowaniem ubrań i przedmiotów pozostałych po zagazowanych Żydach oraz w tzw. komandzie maskującym, którego zadaniem było zbieranie gałęzi w lesie sąsiadującym z obozem, a następnie maskowanie przy ich pomocy płotu i wewnętrznych ogrodzeń. Zdarzało mu się również uczestniczyć w przyjmowaniu transportów na rampie. Podobnie jak wielu innych więźniów zachorował w czasie epidemii tyfusu, zdołał jednak powrócić do zdrowia. Wziął udział w buncie więźniów 2 sierpnia 1943 roku, podczas którego udało mu się uciec z obozu. Jego towarzyszem ucieczki był inny czeski Żyd, Karel Unger.
W okolicach Nowego Miasta nad Pilicą obaj uciekinierzy zostali zatrzymani przez leśniczego-volksdeutscha. Udało im się jednak przekonać Niemców, że są czeskimi robotnikami Organizacji Todt, którzy zgubili się po napadzie polskich partyzantów. Trafili do obozu przejściowego w Częstochowie, skąd wysłano ich na roboty przymusowe do Niemiec. Od 24 września 1943 roku przebywali w Mannheim, gdzie pracowali w fabryce maszyn rolniczych Heinrich Lanz AG. Wiosną 1945 roku zostali wyzwoleni przez wojska amerykańskie. Stali się w ten sposób jedynymi Żydami z Getta Theresienstadt, którym udało się przeżyć pobyt w Treblince i doczekać końca wojny.
Po wyzwoleniu powrócił do Czechosłowacji. Poślubił Zdenkę Vitkovą, z którą miał córkę i syna. Przez reżim stalinowski był postrzegany jako „element politycznie niepewny”. Mimo że miał wyższe wykształcenie, przez dwa lata musiał pracować jako robotnik w hucie stali (1951–1953). Wraz ze stopniową liberalizacją ustroju sytuacja materialna jego rodziny zaczęła się jednak poprawiać. W 1968 roku, po inwazji wojsk Układu Warszawskiego na Czechosłowację, wraz z żoną i dziećmi wyemigrował do Szwajcarii. Pracował tam jako inżynier.
Starał się zachowywać zbiorową pamięć o Holocauście. Udzielił wywiadów, wygłaszał odczyty, uczestniczył publicznych spotkaniach. 10 maja 1964 roku wziął udział w uroczystości odsłonięcia pomnika w Treblince. Wystąpił jako świadek w procesach załogi Treblinki w Düsseldorfie: w procesie Kurta Franza i innych (1964–1965) oraz w procesie Franza Stangla (1970).
W grudniu 1997 roku zmarła jego żona Zdenka. Tydzień później Glazar popełnił samobójstwo, wyskakując przez okno żydowskiego domu seniora w Pradze.

## Wspomnienia obozowe
Kiedy był robotnikiem przymusowym, rozpoczął spisywanie wspomnień z Treblinki. Ich rękopis stał się podstawą zeznań, które złożył przeciw członkom obozowej załogi. Na jego podstawie powstała także audycja radiowa (1964–1965), a fragment wspomnień opublikowano w 1967 roku na łamach pisma „Mezinárodní politika“. Wydanie książkowe – napisane w języku niemieckim i stanowiące skróconą wersję oryginalnych wspomnień – ukazało się drukiem w 1992 roku pod tytułem Die Falle mit dem grünen Zaun: Überleben in Treblinka. Dwa lata później w języku czeskim opublikowano pełną wersję wspomnień (Treblinka, slovo jako z dětské říkanky). Polskie wydanie, zatytułowane Stacja Treblinka, ukazało się po raz pierwszy w 2011 roku nakładem Ośrodka Karta.

## Odznaczenia
- Order Tomáša Garrigue Masaryka III klasy (1997)